# St. Philippus und Jakobus (Bergatreute)
Die römisch-katholische Wallfahrtskirche und Pfarrkirche St. Philippus und Jakobus steht in Bergatreute, einer Gemeinde im Landkreis Ravensburg von Baden-Württemberg. Die Kirchengemeinde gehört zum Dekanat Allgäu-Oberschwaben der Diözese Rottenburg-Stuttgart. Die Kirche ist als Denkmal beim Landesamt für Denkmalpflege Baden-Württemberg eingetragen.

## Beschreibung
Die im Kern spätgotische Kreuzkirche wurde 1697 im barocken Baustil erneuert. Sie besteht aus einem Langhaus, einem eingezogenen, halbrund geschlossenen Chor im Osten, dem Querschiff zwischen den beiden Bauteilen, und dem Kirchturm auf quadratischem Grundriss im Westen. Seine oberen, achteckigen Geschosse beherbergen die Turmuhr und den Glockenstuhl. Darauf sitzt eine Zwiebelhaube. Zur Kirchenausstattung gehört ein Hochaltar, auf dessen Altarretabel ein Gnadenbild dargestellt ist. Die Kanzel wurde 1718 aus Stuckmarmor gebaut, ursprünglich für die Abtei Weingarten. Die Orgel wurde von der Firma Reiser Orgelbau hinter dem Prospekt der von Carl Gottlieb Weigle gebauten Orgel gebaut.

## Geschichte
Die erste urkundliche Erwähnung der ecclesia Bergarruite erfolgte im Jahr 1098. Zu diesem Zeitpunkt befand sich die Kirche im Besitz des Benediktinerklosters Weingarten. Im Jahr 1275 wird der erste namentlich bekannte Ortsgeistliche, Hainricus Rector ecclesiae de Berngartruiti, genannt. Zuvor ab 1358 war die Kirche wieder dem Kloster Weingarten unterstellt.
Um 1500 wurde auf dem heutigen Kirchplatz eine erste Kirche erbaut. Das heutige Kirche St. Philippus und St. Jakobus, ist ein Neubau aus den Jahren 1693 bis 1697. Die Kirchweihe erfolgte am 29. August 1697 durch den Konstanzer Weihbischof Konrad Ferdinand Gaist von Wildegg. Die Kirche wurde den Aposteln Philippus und Jakobus sowie der heiligen Margareta geweiht.

## Geläut
Das Glockengeläut der Pfarrkirche St. Philippus und Jakobus in Berngart setzt sich aus fünf Glocken zusammen, die in der Stimmung e' – fis' – gis' – h' – e'' erklingen.
Zwei dieser Glocken sind historischen Ursprungs:
- Die sogenannte „Endglöckle“ (gestimmt auf e''), die als Sterbeglocke dient, stammt aus dem Jahr 1704 und wurde von Ernst und Aporta in Bregenz gegossen.
- Die Marienglocke (gestimmt auf fis') wurde 1761 von Peter Ernst in Lindau gegossen und zeichnet sich durch ihre reiche Verzierung aus.

Drei weitere Glocken ergänzten das Geläut im Jahr 1951. Sie wurden von der Glockengießerei Grüninger in Neu-Ulm gefertigt, um im Zweiten Weltkrieg abgegebene Glocken zu ersetzen. Hierzu gehören:
- Die Dreifaltigkeitsglocke als größte Glocke (gestimmt auf e')
- Die Philippus- und Jakobus-Glocke (gestimmt auf gis')
- Die Josefsglocke (gestimmt auf h')

Im Jahr 2010 wurde ein neuer Holzglockenstuhl in den Turm eingebaut.

## Innenraum

### Orgel
Die Orgel wurde 1978 von Orgelbauer Reiser aus Biberach gebaut. Sie verfügt über zwei Manuale, Pedal und 18 Register mit insgesamt 1314 Pfeifen. Teile der Pfeifen sind aus den Jahren 1862, 1910 und 1940.

### Altäre
Der Hochaltar, 1730 von Schreiner Joseph Breimayer (Waldsee) gebaut, beherbergt Figuren der Kirchenpatrone Philippus und Jakobus sowie der Rosenkranzheiligen Dominikus und Katharina von Siena, gefertigt von Johann Georg Reusch (Waldsee). Das Altarblatt Maria vom Blut ist eine Kopie des Gnadenbildes von Klattau. Maler Johann Georg Schall (Waldsee) bemalte Altar und Figuren und schuf die Ölbilder der Verkündigung auf den Seitentüren. Der Altar ist mit mindestens 40 Engeln, Putten und Engelsköpfen verziert. Der Zelebrationsaltar wurde 1975 dem Stil des Hochaltars angepasst, der Ambo stammt aus dem Jahr 2010.
Die beiden Seitenaltäre wurden 1698 von Christoph Saturnin Hillebrandt (Ravensburg) erstellt. Der südliche Seitenaltar zeigt auf dem Altarblatt die Muttergottes erscheint dem hl. Johann Nepomuk, gestiftet vom Kloster Weingarten. Assistenzfiguren sind der hl. Rochus und der hl. Benedikt von Nursia. Auf dem Giebel des Altaraufsatzes thront der Erzengel Michael (Johann Jacob Brombacher, um 1700). Der nördliche Seitenaltar hat auf dem Altarblatt den Tod des hl. Josef und wird von Figuren der Jesuiten Franz Xaver und Ignatius von Loyola (Johann Jacob Brombacher, nach 1720) flankiert. Auf dem Giebel steht eine Statue des Johannes Evangelist (Johann Jacob Brombacher, um 1700).

### Kanzel
Die Kanzel aus rötlichem Stuckmarmor (1718) wurde von Franz Schmuzer (Wessobrunner Schule) ursprünglich für die Klosterkirche Weingarten geschaffen und 1762 nach Bergatreute eingebaut. Die Putten an der Kanzel (weiß gefasstes Holz mit christlichen Symbolen) stammen von Prof. Theodor Schnell dem Jüngeren (1915).

### Grabdenkmal und Deckengemälde
Ein Epitaph mit Porträt erinnert an den Kirchenerbauer und Wallfahrtsförderer Pfarrer Johann Michael Mietinger († 1700). Das Deckengemälde im Hauptschiff (1948) von Peter Paul Beyerle zeigt Engel, die das Gnadenbild über der Kirche von Bergatreute zum himmlischen Tempel tragen, umgeben von Pilgern und Szenen des Landlebens. Weitere Fresken stellen die Geheimnisse des freudenreichen Rosenkranzes dar, insbesondere die Heimsuchung Mariens als Bezug zum Wallfahrtsfest.

### Fresken im Chor
Die Fresken an der Chordecke (Johann Georg Schall, 1730) zeigen im Hauptfresko Maria mit dem göttlichen Kind zu Gottvater und dem Heiligen Geist. Dieses Motiv steht im Kontext des historischen Brauchs der Wiederbelebung totgeborener Kinder zur Taufe. Kleinere Freskenmedaillons thematisieren Wohltaten der Gnadenmutter: MORIENTIBUS ADSTAT AMANTER (Den Sterbenden steht sie liebevoll bei), SALUS INFIRMORUM (Heil der Kranken), HIC HABITABO (Hier werde ich wohnen, mit Darstellung des Kirchenneubaus), und RACHEL PLORANS FILIOS SUOS QUIA NON SUNT (Rachel beweint ihre Kinder). Ergänzt werden diese durch Darstellungen von ESURIENTEM SATIABIT BONIS (Den Hungrigen sättigt sie mit guten Dingen) und STELLA MARIS SUCCURRE CADENTI (Meerstern, hilf dem Gefährdeten).

### Gnadenbild „Maria vom Blut“
Das Gnadenbild Maria vom Blut (1686) ist eine Kopie einer Kopie des ursprünglichen Gnadenbildes aus Re (Oberitalien) bzw. Klattau (Böhmen), wo Blutwunder überliefert sind. Das Bild gelangte über familiäre Verbindungen nach Bergatreute und wurde 1730 auf den Hochaltar übertragen. Das ikonenhafte Bild wurde im 19. Jahrhundert überarbeitet. Die Inschrift IN GREMIO MATRIS SEDET SAPIENTIA PATRIS bedeutet: Im Schoß der Mutter sitzt die Weisheit des Vaters. Das Motiv ist in der Region verbreitet. Das jährliche Wallfahrtsfest am 2. Juli geht auf ein Gelübde zur Abwendung von Krankheit zurück.

### Bildwerke und Skulpturen
Die Kirche beherbergt fast lebensgroße Apostelfiguren und Christus Salvator von Johann Ruez und Johann Georg Reusch, wobei Paulus Judas ersetzt. Weitere Holzbildwerke umfassen Figuren von Franziskus und Antonius (Johann Ruez), Maria und Johannes am Chorbogen, die Jesuiten Franz Xaver und Ignatius von Loyola (Johann Ruez zugeschrieben), den hl. Sebastian (Josef Zodel, 1890) und eine spätgotische Madonna (um 1450) aus der Vorgängerkirche. Ein Chorbogenkreuz mit nachgotischem Korpus (Hans Zürn d. Ä., um 1620) zeigt Evangelistensymbole. Figuren von Maria und Josef (Historismus, Werkstatt Theodor Schnell) befinden sich im nördlichen Querschiff.

### Taufstein und Kreuzweg
Der Taufstein aus schwarzem Marmor (1701) mit Holzdeckel und Figur des Johannes des Täufers (ebenfalls 1701) steht neben dem nördlichen Nebenaltar. Die Kreuzwegstationen stammen wohl aus der Zeit um 1750.

## Architektur
Die Kirche hat einen einschiffigen Bau mit Querhaus, Rundapsis und einem Westturm. Sie hat eine Länge von 40,15 Metern und eine Grundfläche von 484 Quadratmetern und bietet Platz für etwa 500 Personen. Der Kirchturm erreicht eine Höhe von 38,8 Metern.